# Справа Ольги Зеленіної
Справа Ольги Зеленіної, також «Макове справа» — кримінальна справа в Росії за результатами хімічної експертизи, наданими експертом Ольгою Зеленіною.

## Справа

### Фігурант справи
Зеленіна Ольга Миколаївна (нар. 14 січня 1957 року в місті Янгиюль Ташкентської області Узбецької РСР, проживає в Пензенській області Росії) — завідувачка хіміко-аналітичною лабораторією Пензенського НДІ сільського господарства, кандидат сільськогосподарських наук. Є одним з провідних російських фахівців в галузі коноплі та макових культур. Неодноразово брала участь як експерт у кримінальних процесах, пов'язаних з обігом нарковмісних рослин та заборонених речовин рослинного походження.

### Предмет справи
У вересні 2011 року до Зеленіної звернулися адвокати заарештованих бізнесменів-кондитерів за експертизою, яка повинна була встановити зміст опіатів в партії кондитерського маку, імпортованого з Іспанії роком раніше. Відповідно до запиту, Ольга Зеленіна провела експертизу і визначила наявність домішків, еквівалентних 0,00069 % і 0,00049 % вмісту морфіна та кодеїна. Згідно з результатами експертизи експерт зробила висновок, що такий вміст домішок є природним.
Цей висновок не задовольнив прокуратуру, в результаті проти Ольги Зеленіної було порушено кримінальну справу про пособництво в замаху на контрабанду наркотичних речовин. Вранці 15 серпня 2012 Ольга Зеленіна була затримана в своїй квартирі. З 15 серпня 2012 знаходиться в СІЗО.

## Передумови справи
ГОСТ 12094-76 «Мак масличный для переработки. Технические условия» визначав для насіння маку норму можливих домішків у вигляді грудочок землі, піску, частинок насінневих коробочок, рештків листя та стеблів тощо як таку, що не мала перевищувати 3 %.
У 2006 році в Росії був прийнятий Державний стандарт ГОСТ Р 52533-2006 «Мак пищевой», відповідно до якого харчовий мак, який не є наркотичною сировиною, не може містити домішків макової соломки та сміття макових коробочок, які використовуються при виробниці наркотиків. Числове значення допустимої межі домішків в ГОСТ Р 52533-2006 «Мак пищевой» не вказане, таким чином домішки мають складати 0 %. Іншими словами, ГОСТ вимагає абсолютної очистки зерен маку від зазначених домішок.

## Хід справи
24 вересня 2012 року Московський міський суд визнав рішення Зюзінського суда Москви про ув'язнення до 15 жовтня 2012 року експерта Ольги Зеленіної таким, що не відповідає закону. Справу направлено на перегляд, Ольгу Зеленіну залишено під арештом.
25 вересня 2012 року рішенням судді Зюзінського суда Москви Ольга Зеленіна була звільнена з-під варти.
26 вересня 2012 року проти Ольги Зеленіної була порушена ще одна справа - про перевищення посадових повноважень.

## Реакція на справу

### Реакція правозахисників
Голова Московської Гельсінкської групи Людмила Алексєєва дії щодо Зеленіної назвала підготовкою «нового поля для масової посадки». «То ветеринарів переслідують за кетамін, то хіміків за ефірні розчинники, то за кактуси, то за мак у городі».

### Реакція наукового співтовариства
Найпрестижніший науковий журнал світу «Nature» 21 вересня 2012 року розмістив на своїх сторінках статтю про справу Ольги Зеленіної, в якій порівняв справу з «кафкіанським кошмаром».